# Bart the Genius
Bart the Genius är det andra avsnittet från den första säsongen av den amerikanska tv-serien Simpsons.

## Handling
I detta avsnitt ska eleverna i Bart Simpsons klass göra ett IQ-test. Det går inget vidare för Bart på testet. Då byter han ut sitt exemplar mot den mer begåvade Martin Princes test, och skriver sitt eget namn på det.
Bart hittar därefter på ett spratt, vilket får skolkuratorn att fråga om Bart är uttråkad. Han ljuger och svarar att så är fallet. Psykologen föreslår då att han ska börja på en skola för begåvade barn. Bart accepterar förslaget och Homer och Marge Simpson blir mycket stolta över sin son. På specialskolan går det inte bra för Bart när han misslyckas med ett för dem enkelt experiment. Under ytterligare ett samtal med skolkuratorn erkänner Bart att han fuskade på IQ-testet och han får börja på sin gamla skola igen. När han berättar för Homer att han fuskade på testet så börjar Homer jaga honom. Bart springer in på sitt rum varpå Homer försöker lura honom att komma ut så att han kan krama om honom, men Bart tror honom inte. Då blir Homer arg och bankar på dörren och sedan tar avsnittet slut.

## Debuter
Figurer vilka gör sina första framträdanden i "Bart the Genius" är:
- Edna Krabappel
- Martin Prince
- Richard
- J. Loren Pryor